# La moda (Simmel)
La moda (Der Mode) o Filosofia della moda (Philosophie der Mode) è un saggio del sociologo e filosofo tedesco Georg Simmel. L'opera inizialmente apparve con il titolo Der Mode come articolo per la rivista Die Zeit nel 1895 e fu poi pubblicata, in versione ampliata, nel 1905 come Philosophie der Mode.

## Contenuti
Simmel nel suo saggio descrive il fenomeno della moda tramite il suo aspetto fondamentale: l'imitazione. L'autore afferma infatti: “La moda è imitazione di un modello dato e appaga il bisogno di appoggio sociale, conduce il singolo sulla via che tutti percorrono, dà un universale che fa del comportamento di ogni singolo, un mero esempio”. 
A sua volta, la moda appaga il desiderio di differenziazione, per un interesse a distinguersi all'interno di un gruppo o tra ceti. Nella moda sono quindi presenti contemporaneamente un andamento di differenziazione e di aggregazione o di conformismo. Un altro punto focale descritto da Simmel: "Non appena si è completamente diffusa, non appena cioè tutti, senza eccezione, fanno ciò che originariamente facevano solo alcuni […], non la si definisce più moda”; la moda tende, quindi, a nascere, diffondersi, morire e modificarsi ed è un processo continuo, dal momento che a una tendenza ne succede subito un'altra. 
Nell'economia moderna, non è raro che determinati articoli vengano prodotti con il preciso scopo di diventare di moda. 

## Edizioni
- La moda, traduzione di Anna Maria Curcio, Mimesis Edizioni, 2015, ISBN 9788857527727.